# Борозна, Леонид Тимофеевич
Леонид Тимофеевич Борозна (бел. Лявон Цімафеевіч Баразна, 4 декабря 1929 года — 15 августа 1972 года) — советский белорусский художник, общественный деятель и диссидент. Ведущий специалист своего времени по белорусскому народному костюму.

## Биография
Родился в деревне Новое Село (ныне Толочинский район Витебской области). В 1955 году окончил Минское художественное училище, а в 1968 году — художественно-промышленный факультет отделения ткачества БГТХИ. Член БСХ с 1967 года. Главный художник Художественного фонда БССР с 1966 по 1969 годы.
В 1967 году ему было поручено оформить Минск к 900-летнему юбилею, но вскоре его уволили[прояснить].
Лидер движения национального возрождения[прояснить], друг писателя Владимира Короткевича. Уделял большое внимание сбору и изучению прикладного народного искусства, в связи с чем участвовал в нескольких этнографических экспедициях по БССР, результатами которых стали три больших альбома рисунков «Белорусский народный орнамент Полесья» (1957), «Белорусская народная одежда» (1958), «Орнамент Гродненской области» (1960). Автор эскизов костюмов костюмов для свыше 15 коллективов народной музыки: гродненского ансамбля песни и танца «Неман» (1963), сморгонского ансамбля песни и танца имени Огинского (1965), новогрудского ансамбля песни и танца «Свитязь» (1969), ансамбля «Маладосць» Волковысского района, ансамбля «Вішанька» Берестовицкого района, «Лянок» Дятловского района и др., послуживших основой для белорусского сценического костюма.
С 1960-х годов активно боролся за сохранение историко-архитектурной среды Минска, которая разрушалась в процессе социалистического градостроительства (на месте исторических зданий возводились здания в стиле сталинского ампира). В 1969 году в соавторстве с Зеноном Позняком опубликовал статью в газете «Правда» на эту тему, что отсрочило уничтожение многих исторически ценных зданий и кварталов в центре Минска таких, как Троицкое предместье, Высокий рынок, Раковское предместье. На протяжении конца 1960-х-начала 1970-х систематизировал и изучал гравюры Франциска Скорины, в следствии чего в 1972 году была опубликована монография «Гравюры Франциска Скорины». Несмотря на то, что она дала возможность более пристально изучить произведения просветителя, рецензенты отмечали плохую атрибутируванность материала (гравюры даже не были подписаны), произвольность предлагаемой классификации и суждений об авторстве иллюстраций, а также другие недостатки. Тем не менее, значение монографии Борозны всё ещё значимо.
15 августа 1972 года был убит в Минске, при невыясненных обстоятельствах. Накануне своей гибели готовил акцию протеста против разрушения исторического центра Минска.

## Награды
- Грамота Верховного Совета БССР (1963)
- Грамоты Министерства культуры БССР